# Gerald Christopher Cash
Sir Gerald Christopher Cash, GCMG GCVO OBE JP (* 28. Mai 1917 in Nassau, Bahamas; † 6. Januar 2003) war ein Politiker der Bahamas der Progressive Liberal Party (PLP), der zwischen 1979 und 1988 Generalgouverneur der Bahamas war.

## Leben

### Rechtsanwalt und Abgeordneter
Cash absolvierte seine schulische Ausbildung an der Eastern Senior High School sowie der Government High School in Nassau, die er 1932 mit einem Cambridge Senior School Certificate abschloss. Nach einer darauf folgenden juristischen Ausbildung erhielt er am 25. Oktober 1940 durch die Anwaltskammer der Bahamas (The Bahamas Bar) seine Zulassung als Rechtsberater und Rechtsanwalt beim Obersten Gerichtshof der Bahamas.
Nach einer fünfjährigen anwaltlichen Tätigkeit begann er Ende 1945 eine zusätzliche juristische Ausbildung bei der britischen Anwaltskammer (Inns of Court) von Middle Temple und erhielt am 17. November 1948 mit Auszeichnung seine anwaltliche Zulassung als Barrister in Großbritannien. Nach seiner Rückkehr auf die Bahamas nahm er Dezember 1948 seine anwaltliche Zulassung wieder auf.
Im Mai 1949 wurde Cash im Wahlkreis Western District of New Providence erstmals zum Mitglied des House of Assembly gewählt und gehörte diesem nach seiner Wiederwahl 1956 bis 1962 an. Daneben engagierte er sich zwischen 1949 und 1963 als Vorsitzender des Verwaltungsrates der Government High School, von 1950 bis 1952 als Vorsitzender des Beirates für Arbeit (Labour Board) und des Weiteren von 1953 bis 1962 als Vorsitzender des Aufsichtsrates der Boy’s Industrial School.
Während dieser Zeit war er zwischen 1958 und 1962 auch Mitglied des Regierungsrates (Her Majesty’s Executive Council) der damaligen britischen Kronkolonie.
1960 wurde er darüber hinaus zum Friedensrichter (Justice of the Peace for the Bahamas) berufen. 1962 fungierte er ferner als offizieller Vertreter der Bahamas bei den Unabhängigkeitsfeiern von Jamaika sowie von Trinidad und Tobago.
Für seine langjährigen Verdienste wurde ihm im Rahmen der New Years Honour’s List am 1. Januar 1964 das Offizierskreuz des Order of the British Empire (OBE) verliehen.

### Senator und Senatspräsident
1969 wurde Cash Mitglied des Senats und gehörte diesem zehn Jahre lang bis 1979 an.
Nachdem er zwischen 1970 und 1972 Vizepräsident des Senats war, wurde er Senatspräsident und bekleidete diese Funktion, bis er 1973 von Doris Sands Johnson abgelöst wurde. Sie war von 1968 bis 1973 als Verkehrsministerin erstes weibliches Regierungsmitglied der Bahamas sowie bis 1979 als erste Frau auch Präsidentin des Senats.
Im Anschluss fungierte Cash von 1973 bis zum 2. September 1976 bei fünf Anlässen als Stellvertreter des damaligen Generalgouverneurs, Milo B. Butler, während dessen Ortsabwesenheit. Im Anschluss wurde er von Königin Elisabeth II. aufgrund der Erkrankung Butlers zum kommissarischen Generalgouverneur ernannt. Beim Silbernen Regierungsjubiläum der Queen wurde ihm 1977 die Silver Jubilee Medal verliehen. Zugleich wurde er am 20. Oktober 1977 zum Knight Commander des Royal Victorian Order (KCVO) geschlagen und führte fortan den Namenszusatz „Sir“.

### Generalgouverneur
Nach dem Tod von Amtsinhaber Butler am 22. Januar 1979 wurde Cash, der zwischen 1977 und seinem Tod Vorsitzender des Nationalausschusses der United World Colleges (UWC) war, durch die Königin schließlich zum neuen Generalgouverneur ernannt und übte dieses Amt bis zu seinem Rücktritt am 25. Juni 1988 aus. Sein Nachfolger wurde im Anschluss Henry Milton Taylor.
Im Rahmen der New Years Honour’s List wurde er am 1. Januar 1980 auch Knight Grand Cross des Order of St. Michael and St. George (GCMG).
1983 wurde Cash, der sich als Präsident und Vizepräsident in zahlreichen Sportverbänden wie The Bahamas Olympic Association engagierte, mit der Silbermedaille des Olympischen Ordens ausgezeichnet. Am 18. Oktober 1985 wurde er ferner auch Knight Grand Cross des Royal Victorian Order (GCVO). Im März 1996 wurde ihm zu Ehren die bisherige Flamingo Gardens Primary School in Gerald C. Cash Primary School umbenannt.
Cash, aus dessen Ehe mit Dorothy E. Long eine Tochter und zwei Söhne hervorgingen, starb am 6. Januar 2003 an den Folgen eines schweren Schlaganfalls.